# Rosa Chacel
Rosa Clotilde Chacel Arimón (Valladolid, 3 de junio de 1898-Madrid, 27 de julio de 1994) fue una escritora española de la Generación del 27. Incluida en el grupo de "las sin sombrero". Chacel escribió muchas novelas, narraciones breves, poesía, ensayos y memorias.  

## Biografía
Nacida en una familia liberal, creció en un ambiente que le permitió desarrollar una personalidad de gran independencia, amplia cultura literaria (no debe perderse de vista que era sobrina nieta de José Zorrilla) y una autonomía de pensamiento poco frecuentes en una niña educada sin asistir a colegio alguno durante su niñez a causa de su delicada salud. Recibió educación directamente de su madre, Rosa-Cruz Arimón, que era maestra, y le dio formación elemental en su propia casa.
En 1908 la familia se trasladó a Madrid y se fueron a vivir cerca del hogar de su abuela materna, en el madrileño barrio de las Maravillas. Aproximadamente a los once años fue matriculada en la Escuela de Artes y Oficios, y de allí pasó a la Escuela del Hogar y Profesional de la Mujer, inaugurada poco después. En 1915 pasó a matricularse en la Escuela Superior de Bellas Artes de San Fernando, con la finalidad de estudiar escultura. En esta modalidad concurrió en 1917  a la Exposición Nacional de Bellas Artes con dos obras. De 68 participantes sólo participaron en escultura dos mujeres: Chacel y Eva Vázquez, que era natural de Dinamarca. Pese a esto, abandonó esta materia en 1918. En este momento conoció a su marido, el pintor Timoteo Pérez Rubio, y a una de las grandes figuras intelectuales de aquella época: Ramón María del Valle-Inclán.
Desde su ingreso en la Escuela Superior de Bellas Artes de San Fernando empezó a frecuentar la tertulias del café Granja El Henar y el Ateneo de Madrid (en este último dio su primera conferencia titulada «La mujer y sus posibilidades»). En esa época (1918-1922) comenzó a colaborar con la revista vanguardista Ultra, y trabar amistad con personajes como José Ortega y Gasset, Miguel de Unamuno, Ramón Gómez de la Serna, o Juan Ramón Jiménez entre otros.
Se casó en 1921 con el pintor Timoteo Pérez Rubio («Timo»), con quien tuvo a su único hijo, Carlos (1922-2025). Entre 1922 y 1927, viajó por Europa, primero a Italia acompañando a su marido, que había obtenido una beca en la Academia de España de Roma.
Regresaron a España en 1927, y se instalaron en Madrid. Entró en el círculo de Ortega y Gasset, y empezó a colaborar en la Revista de Occidente (en la que publicó dos relatos «Chinina Migone», 1928, y «Juego de las dos esquinas», 1929; y un ensayo «Esquema de los problemas culturales y prácticos del amor», publicado en 1931); en la La Gaceta Literaria; y en el segundo número de la revista Ultra publica el relato «Las ciudades». También publicó su primera novela, Estación. Ida y vuelta (1930), novela en la estela de Ortega, que en esos días le encargó escribir una biografía de la amante de José de Espronceda, para una colección llamada «Vidas extraordinarias del Siglo XIX», y que, titulado Teresa, se acabó publicando en 1941 en Buenos Aires. En 1933 se trasladó temporalmente a Berlín, tratando de salir de la crisis creativa provocada por la muerte de su madre. Más tarde, en 1936, Manuel Altolaguirre le publicó en la colección Héroe, su libro de sonetos A la orilla de un pozo, con prólogo escrito por Juan Ramón Jiménez.

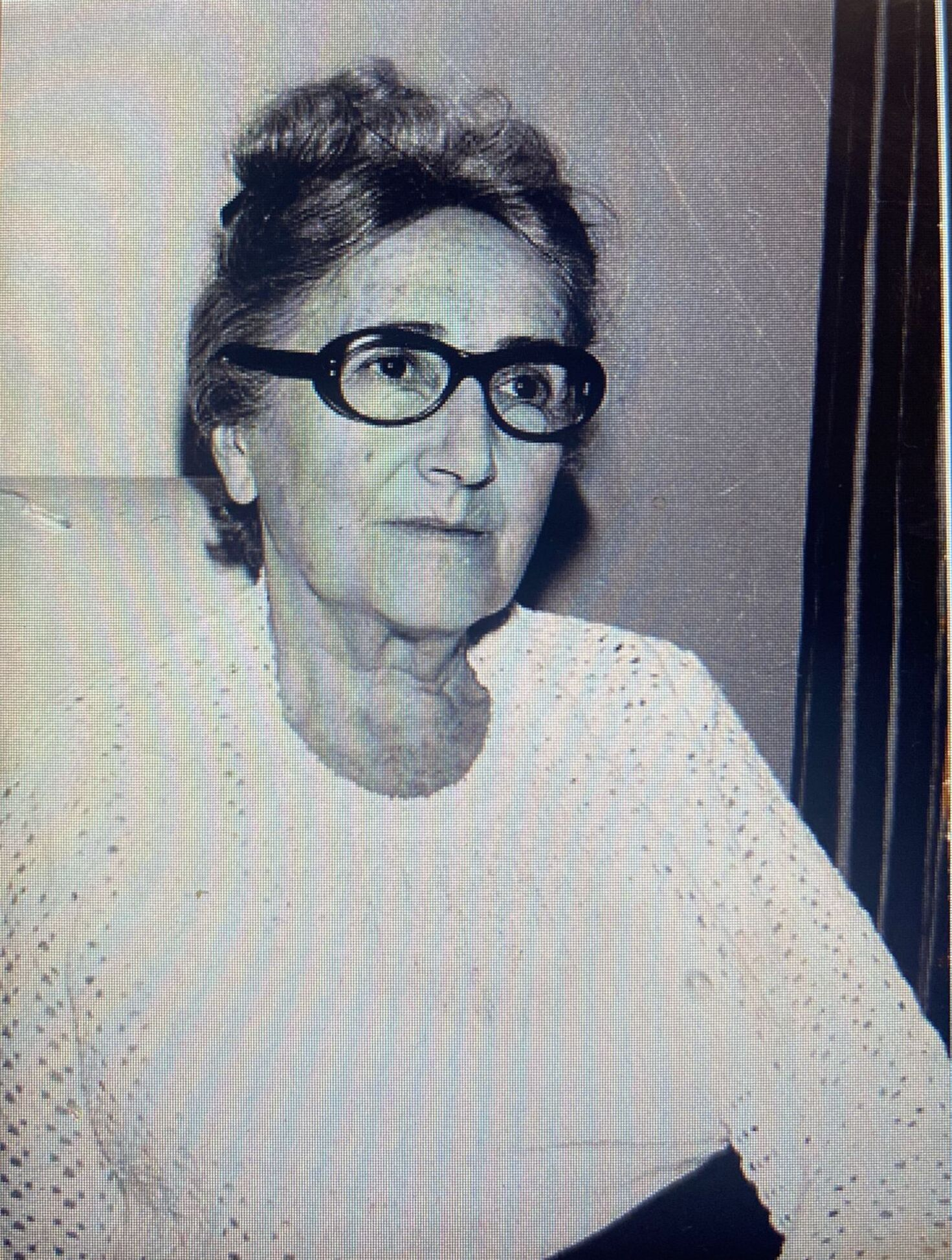
Rosa Chacel en España.

Al estallar la guerra civil española, Rosa Chacel permaneció en Madrid. Colaboró con publicaciones de izquierda y suscribió manifiestos y convocatorias que se llevaron a cabo durante el primer año de la contienda, al tiempo que realizaba trabajos como enfermera. Por su parte, su marido fue uno de los responsables de que se evacuaran los cuadros del Museo del Prado durante la Guerra Civil, que en un primer momento se trasladaron de Madrid a Valencia, y luego a Cataluña, y de allí a Francia y posteriormente a Suiza. Rosa y su hijo se trasladan durante esta época a Barcelona, Valencia y finalmente en 1937 a París, permaneciendo, durante una breve etapa en Grecia (donde coincidió con Concha Albornoz y hospedándose ambas en casa del escritor Nikos Kazantzakis. En sus diarios Alcancía, titulados también Ida y Vuelta (1982) y en el libro Timoteo Pérez Rubio y sus retratos del jardín, la autora hace referencia a este período). No pudo estar toda la familia reunida hasta el final de la contienda en 1939, cuando logran reunirse en el exilio, en Brasil, con un paréntesis en Buenos Aires, con la finalidad de evitar que su hijo Carlos llegase a desconocer el idioma español.
Durante estas estancias en Buenos Aires publicó la novela que expertos han considerado la mejor de su obra literaria La sinrazón (1960).  Por otra parte, en Brasil continuó su actividad literaria: tertulias, colaboraciones en prensa escrita, traducciones del francés y el inglés (tradujo a autores como: Racine, Mallarmé o Camus); y aunque no dejó de escribir, puede afirmarse que su exilio resultó poco prolífico en lo narrativo y además, la situación económica de la familia llegó a ser comprometida.
En 1959 consiguió una beca de creación, otorgada por la Fundación Guggenheim, que la llevó a residir durante dos años en Nueva York; el proyecto era escribir un libro de ensayos erótico-filosóficos, Saturnal, ensayo que rescató en 1970. Lo más destacable del periodo neoyorquino fue que durante el mismo, Chacel trabó una estrecha amistad con Victoria Kent, descubriendo el Nouveau roman y defendió en foros de renombre el arte "moderno". Al finalizar la beca, en noviembre de 1961 viajó a España, permaneciendo tan solo hasta mayo de 1963, regresando nuevamente a Brasil. Pese a que volvió en 1970, hasta 1973 no regresó a vivir a España, tras obtener una beca de creación literaria de la Fundación Juan March, destinada a terminar Barrio de Maravillas. En 1977, fecha en que murió su marido, se instaló definitivamente en Madrid, alternando su residencia entre Río de Janeiro y la capital española.
Con la llegada de la democracia se produjeron cambios en las esferas literarias y culturales en general del país. Esto produjo un redescubrimiento de Rosa Chacel y se empezó a valorar su obra. Este proceso coincidió con una etapa de gran producción por parte de la autora, que publicó y reeditó muchas de sus obras.
Publicó el ensayo La Confesión (1970). Al año siguiente salió Saturnal. Publicó los relatos de Sobre el piélago (1951) y Ofrenda a una virgen loca, y en un solo volumen tres libros: Icada, Nevda, Díada. Y en 1976 publicó Barrio de Maravillas, que en cierto modo supuso su consagración.
En la década de los años 80, comenzó de nuevo una dura etapa en la que la autora volvió a estar preocupada por su economía, lo que le llevó a escribir los guiones para RTVE de una serie basada en su novela Teresa. Pero la serie, ya aprobada, se quedó sin filmar. En 1981 publicó el ensayo Los títulos y la novela Novelas antes de tiempo. En 1984 publicó Acrópolis, donde describe el Círculo Sáfico de Madrid, al que ella misma pertenecía junto con Victorina Durán, Elena Fortún y Matilde Ras y Ciencias Naturales, que cerró el ciclo de Barrio de Maravillas. En 1985 obtiene una pensión vitalicia de la Diputación y el Ayuntamiento de Valladolid que le permitirá residir permanentemente en España.
En 1986 se publicó Rebañaduras y en 1989 Balaam, que es un libro de cuentos infantiles.

### Fallecimiento

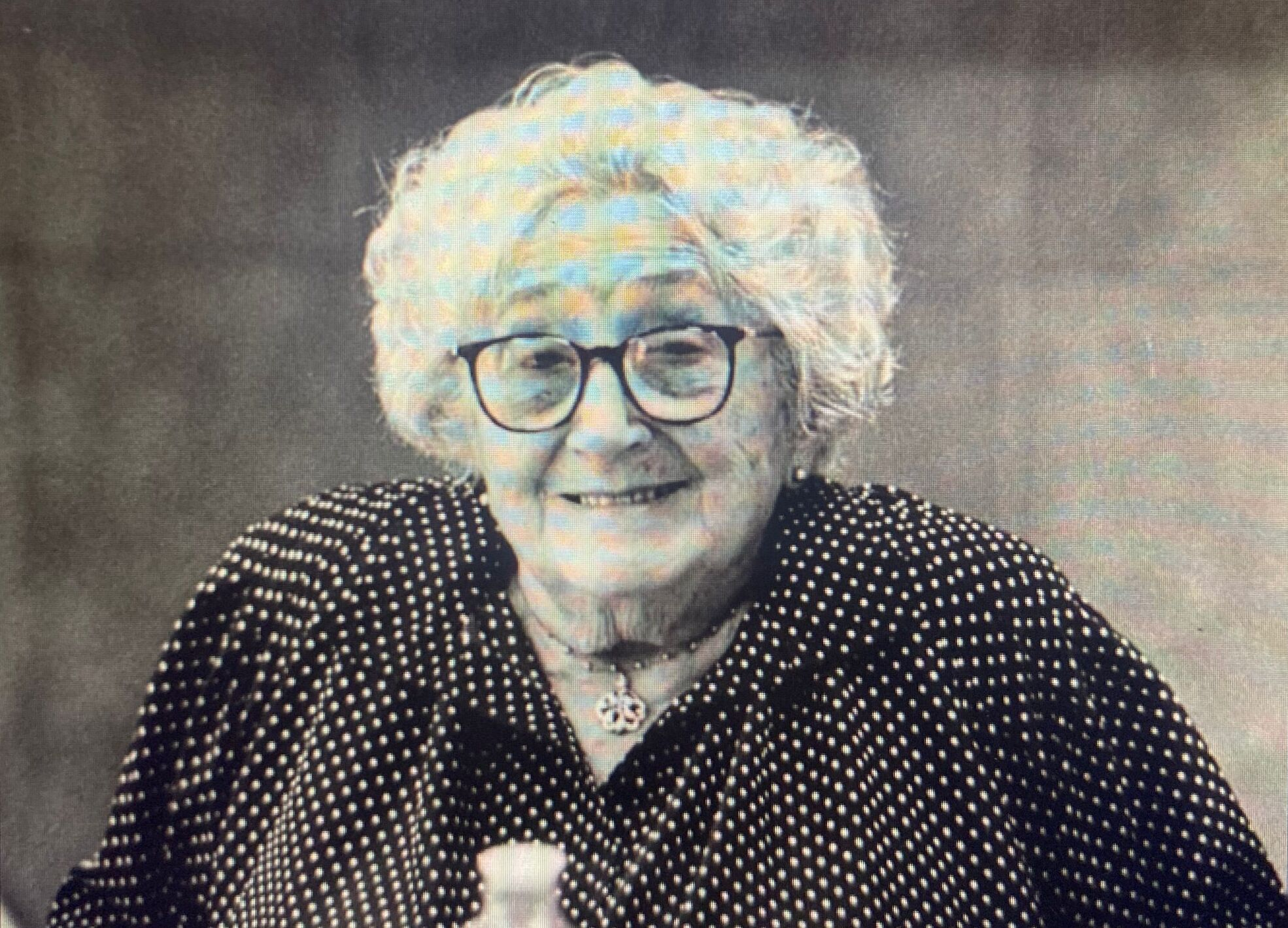
Rosa Chacel en sus últimos años.

Murió el 27 de julio de 1994 a los 96 años de edad en el hospital Ramón y Cajal de Madrid, víctima de una insuficiencia cardiorrespiratoria y está enterrada en el Panteón de Personas Ilustres del Cementerio El Carmen de Valladolid.

## Obras

### Novela
- Estación. Ida y vuelta, 1930, reeditado en 1996. 1993: Barcelona, RBA. Coleccionables. 1999: Barcelona, Espasa-Calpe.
- Teresa, 1941, Buenos Aires, Nuevo Romace. 2.ª edición: 1962, Madrid, Aguilar. 1981 y 1983: Barcelona, Bruguera. 1991: Barcelona, Mondadori. 1993: Barcelona, Círculo de Lectores (Mujeres de novela), prólogo de Ana Rodríguez Fisher. 2007, Madrid, Consejería de Educación y Visor (Letras madrileñas contemporáneas; 25), prólogo de Ana Rodríguez Fisher.
- Memorias de Leticia Valle, 1945, Buenos Aires, Emecé. 1971: Barcelona, Lumen. NOTA: Filmada en 1980 por Miguel Ángel Rivas. 1980, 1981 y 1985: Barcelona, Bruguera. 1985: Barcelona, Seix Barral. 1988: Barcelona, Círculo de Lectores, introducción Luis Antonio de Villena y semblaza biográfica Alberto Cousté. 1989: Madrid, Club Internacional del Libro. 1993, Barcelona, Lumen y Barcelona, Plaza&Janés (Ave Fénix; 172/2). 1994: Barcelona, Salvat. 1996, Barcelona, Editorial Planeta, 7.ª edciión en 1999. 2000: Barcelona, Lumen. 2005: Barcelona, Círculo de Lectores. 2006: edición no venal, Valladolid, Consejería de Cultura y Turismo (Premio Castilla y León de las Letras 1990). 2009: prólogo de Elena Santiago, Palencia, Cálamo (Biblioteca clásicos de Castilla y León; 18). 2009, Madrid, Herce. 2010: edición de Carmen Morán; Madrid, Iberoamericana Editorial, Cátedra Miguel Delibes; y Madrid, Diario público (Voces críticas). Filmada en 1980 por Miguel Ángel Rivas.
- La Sinrazón, 1960, Buenos Aires, Losada. 2.ª edición: 1961, Andorra, Andorra la Vieja. 1970: Barcelona, Andorra (Biblioteca Valira), prólogo de Julián Marías. 1977: Madrid, Albia. 1981: Barcelona, Bruguera.1986: Barcelona, Bruguera. 1989, Valladolid, Diputación y Centro de Creación y Estudios Jorge Guillén (Obra Completa; 1), estudio preliminar de Ana Rodríguez Fischer. 1992: Madrid, Grupo Unido de Proyectos y Operaciones. 1994: Barcelona, Plaza&Janés (Ave Fénix; 172/4) [NOTA: 3 entradas en el ISBN, con los mismos datos].
- Trilogía Escuela de Platón.Compuesta por:
  - Barrio de Maravillas, 1976, Barcelona, Seix Barral. 2.ª ed.: 1978. 3.ª ed.: 1978, 4.ª ed.: 1981. 1980 y 1985: Barcelona, Bruguera. 1986: Barcelona, Seix Barral. 1991: Barcelona, Seix Barral. 1993: Madrid, Castalia, edición, introducción y notas de Ana Rodríguez Fischer y Barcelona, Plaza&Janés (Ave Fénix; 172/1). 1993: Barcelona, Círculo de lectores, con prólogo de Luis Antonio de Villena. 1994: Barcelona, Salvat. 1996: Barcelona, Círculo de Lectores. 1998: Barcelona, Planeta (IV vol. de Obra Completa). 2001: Barcelona, Bibliotex y Barcelona, Planeta.
  - Acrópolis, 1984, Barcelona Seix Barral. 1994: Barcelona, Plaza&Janés (El Ave Fénix; 172/3).
  - Ciencias naturales, 1988, Barcelona, Seix Barral. 1994: Barcelona, Plaza&Janés (El Ave Fénix; 172/7)
- Novelas antes de tiempo, 1981, Barcelona, Bruguera. 1985: Barcelona, Bruguera.

### Cuento
- Sobre el piélago, 1952, Buenos Aires, Imán. 1992: Madrid, Ediciones Torremozas, introducción de Ana Rodríguez Fischer.

- Ofrenda a una virgen loca, 1961, México, Universidad de Veracruz.

- Icada, Nevda, Diada, 1971, Barcelona, Seix Barral. Incluye los relatos de los dos volúmenes anteriores. 1982: Barcelona, Seix Barral.

- Balaam y otros cuentos, 1989, Relatos infantiles, Barcelona, Mondadori. 1993: Valladolid, Diputación de Valladolid, con ilustraciones de Mª José P. Celinos.

- Narrativa Breve, 2003, edición de Carlos Pérez Chacel y Antonio piedra, Valladolid, Fundación Jorge Guillén (Obra Completa; 7).

### Poesía
- A la orilla de un pozo, 1936.
- Versos prohibidos, 1978, Madrid, Caballo Griego para la Poesía.
- Poesía (1931-1991), 1992, Barcelona, Tusquets.

### Biografía y diarios
- Desde el amanecer, 1972, Madrid, Revista de Occidente. Autobiografía. 1981: Barcelona, Bruguera. 1985, Barcelona, Seix Barral. 1991 y 1993, Madrid, Editorial Debate. 1997: Barcelona, Círculo de Lectores, prólogo de Ana Rodríguez Fischer.

- Timoteo Pérez Rubio y sus retratos del jardín 1980, Madrid, Cátedra

- Autobiografías, 2004, Valladolid, Fundación Jorge Guillén. Obra Completa, vol. 8

Diarios
- Alcancía I. Ida, 1982, Barcelona, Seix Barral. 1994: Barcelona, Plaza&Janés (El Ave Fénix; 172/5).

- Alcancía II. Vuelta, 1982, Barcelona, Seix Barral. 1994: Barcelona, Plaza&Janés (El Ave Fénix; 172/5).

- Alcancía, estación Termini, 1998, Valladolid, Junta de Castilla y León. Consejería de Educación y Cultura (Barrio de Maravillas), obra póstuma, edición de Carlos Pérez Chacel y Antonio Piedra.

- Diarios, 2004, Valladolid, Fundación Jorge Guillén. Obra Completa, vol. 9

### Ensayo
- Poesía de la circunstancia. Cómo y porqué de la novela, 1958, Bahía Blanca, Universidad Nacional del Sur (El viento).

- La confesión, 1971, Barcelona, Edhasa. 1980: Barcelona, Edhasa.

- Saturnal, 1972 Barcelona, Seix Barral. 1991: Barcelona, Seix Barral.

- Los títulos, 1981, Barcelona, Edhasa.

- Rebañaduras, 1986, colección de artículos, seleccionados por Moisés Mori, Valladolid, Junta de Castilla y León. Consejería de Educación y Cultura (Barrio de Maravillas; 11).

- La lectura es secreto, 1989, Gijón, Ediciones Júcar.

### Traducciones
- La peste. Ediciones: 1951, 1957, 1968, 1970, 1977, 1979, 1983, 1988, 1990, 1994, 1995, 2005, 2006.
- Antígona; Reinaldo y Armida, traducción de Miguel Alfredo Olivera para la primera obra y de Miguel Alfredo Olivera y Rosa Chacel para la segunda obra; prefacio de Rosa Chacel, Buenos Aires, Emecé (Teatro del mundo), 1952.
- La dama no es para la hoguera, traducción de Rosa Chacel, Buenos Aires, Editorial Sudamericana, 1955.
- Venus observada, traducción de Rosa Chacel, Buenos Aires, Editorial Sudamericana, 1955.
- Libertad o muerte, versión castellana de Rosa Chacel, buenos Aires, Carlos Lohlé, 1957.
- Teoría del arte de vanguardia, traducción de Rosa Chacel, Madrid, revista de Occidente, 1964.
- Edén término; El retamal; Cornelius, traducción de Rosa Chacel y Vera Macarow, Buenos Aires, Editorial Sudamericana, 1957.
- Seis tragedias, traducción de Rosa Chacel, edición bilingüe, Madrid, Alfaguara (Clásicos Alfaguara; 32), 1983. Contiene: Andrómaca; Británico; Berenice; Bayaceto; Fedra; Atalía.

## Premios y reconocimientos

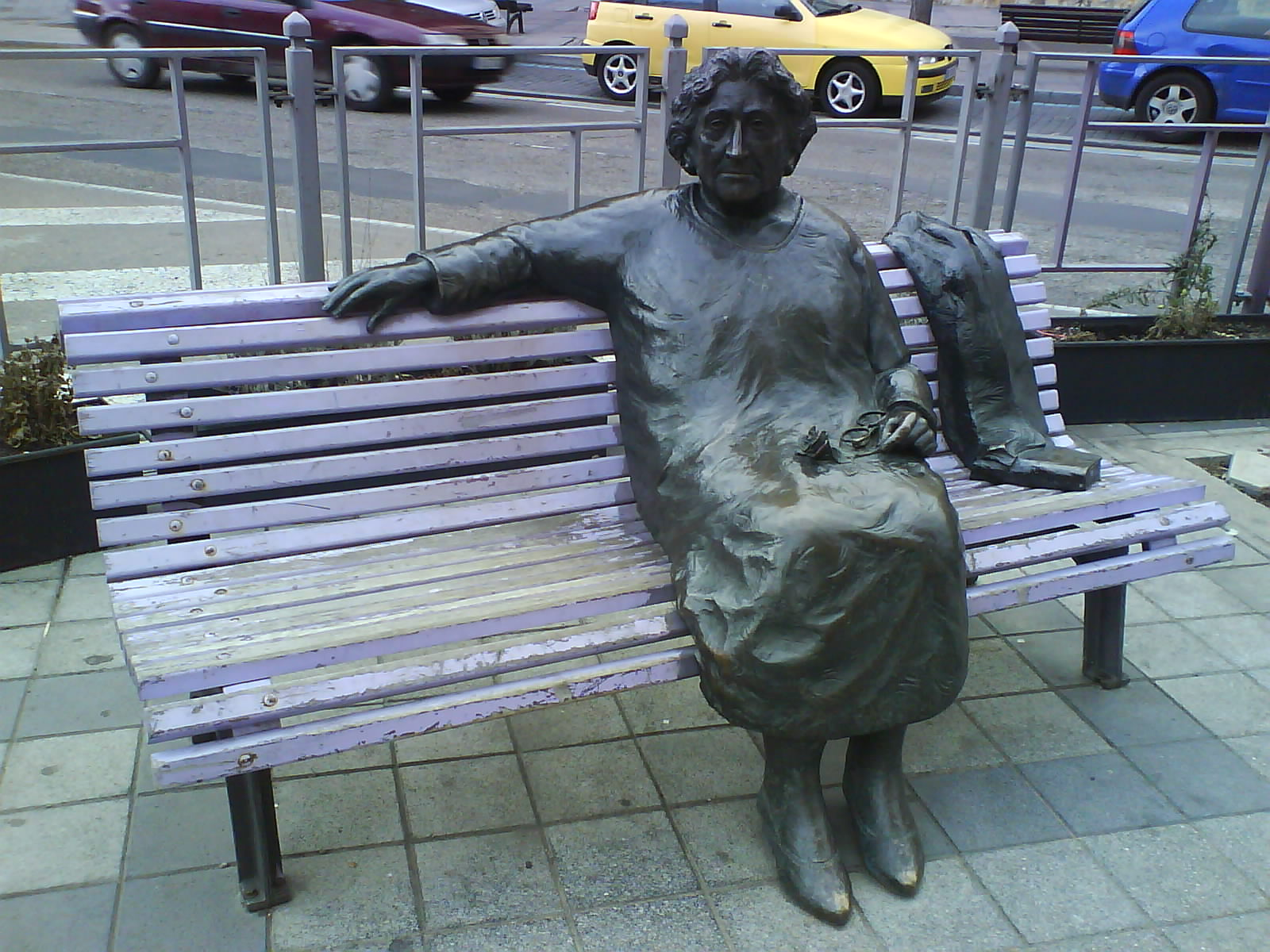
Estatua de Rosa Chacel sentada en un banco de la Plaza del Poniente de Valladolid.

Rosa Chacel comenzó a tener reconocimiento oficial poco después de su regreso definitivo a España. Se puede considerar que al recibir el Premio de la Crítica en 1976 por su obra Barrio de Maravillas, es cuando se produce el reconocimiento amplio de su obra.
La Universidad de Valladolid la nombró doctora honoris causa en 1989.
En 1987 se le otorgó el Premio Nacional de las Letras.
En 1990 recibió el Premio Castilla y León de las Letras.
Por último recibió la Medalla de Oro al mérito en las Bellas Artes, en 1993.
Además, una plaza del barrio de Las Delicias en Valladolid ha sido bautizada con su nombre.